# 基塔省

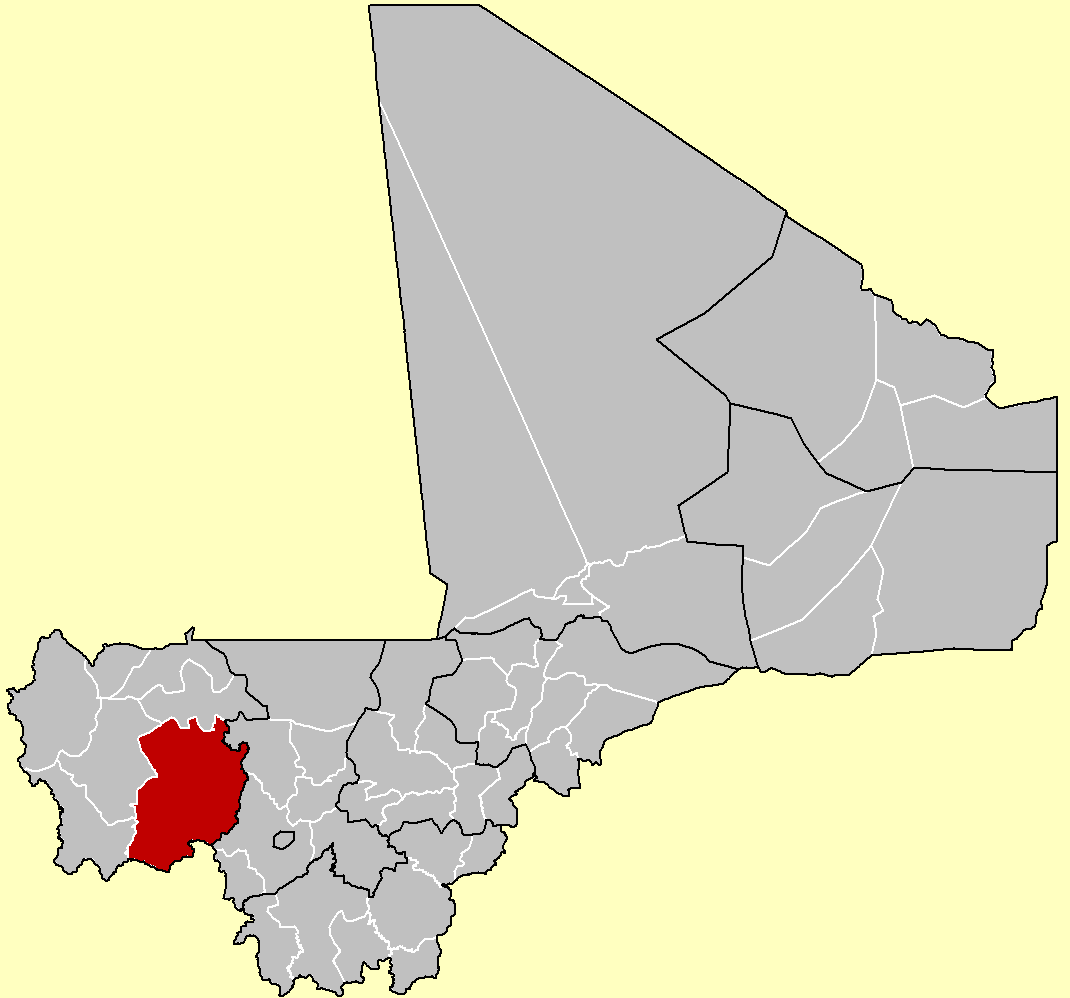

基塔省（法語：Cercle de Kita），是馬里的省份，位於該國西部，由卡伊區負責管轄，首府設於基塔，面積35,250平方公里，2009年人口434,379，該省人口密度每平方公里12人。